# 綠豆糕
綠豆糕是一種以綠豆粉為原料用木模壓製成型的甜點。中國又稱“干豆糕”，綠豆糕按口味分為京式（北京、天津地區）、京式綠豆糕不添加油脂。蘇式和揚式，蘇式和揚式的綠豆糕添加油脂，口感細膩鬆軟。

## 歷史
綠豆糕相傳為中國古代，在端午節時，為尋求身體平安健康，除了吃粽子外，還要喝雄黃酒、吃綠豆糕和鹹鴨蛋三種涼性食物，可以避免因為夏至到來所帶來的褥夏的疾病。

## 種類
綠豆糕有許多不同的綠豆糕作法，如：印尼綠豆糕（綠豆糕內的椰奶味比較重）、桂花綠豆糕（在綠豆糕內加入桂花粉讓其有淡淡的桂花香）、糯香綠豆糕（使用糯米取代麵粉製做的綠豆糕）、越南夫妻餅（夫妻糕）。

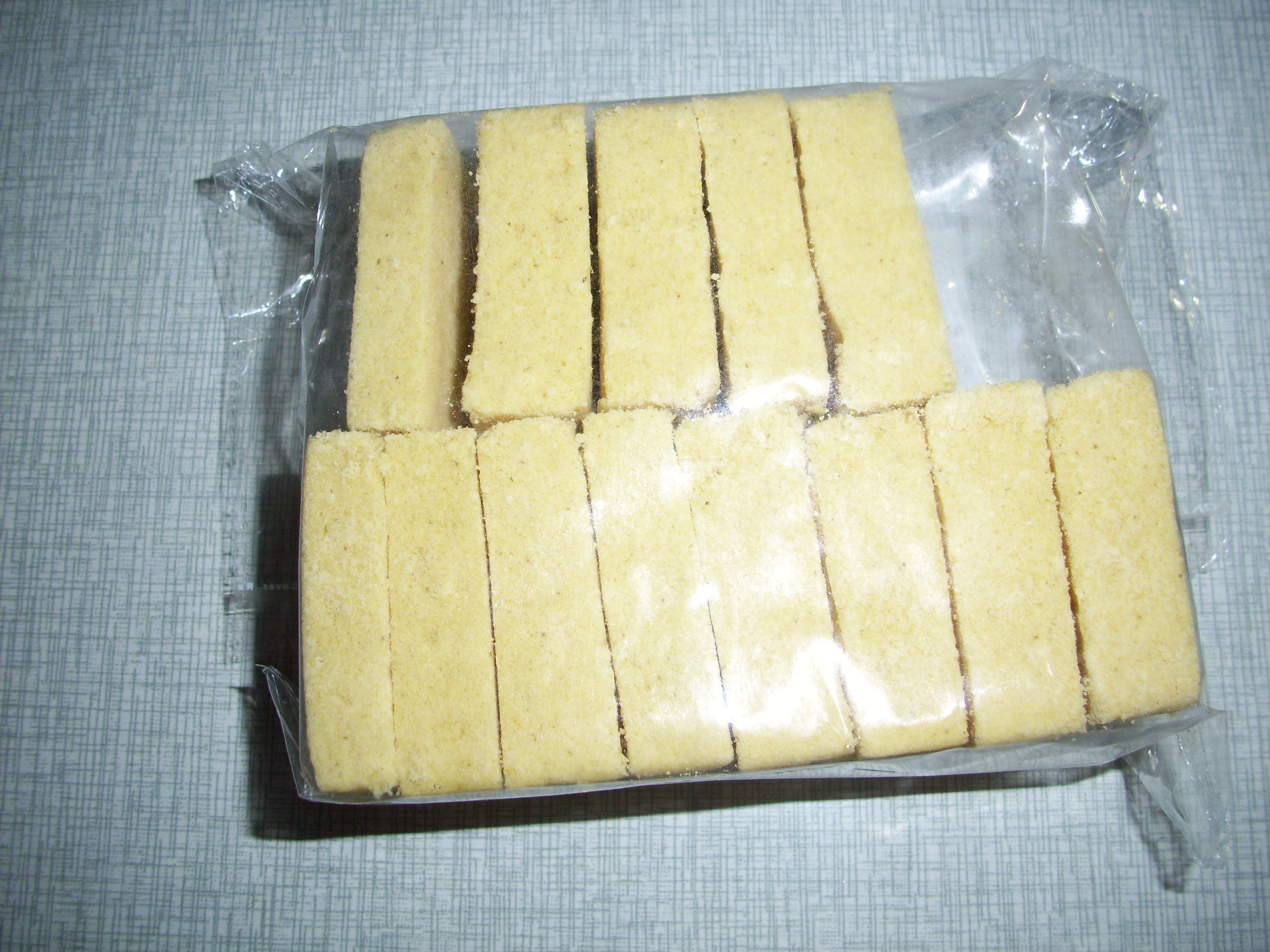
北京稻香村销售的绿豆潮糕
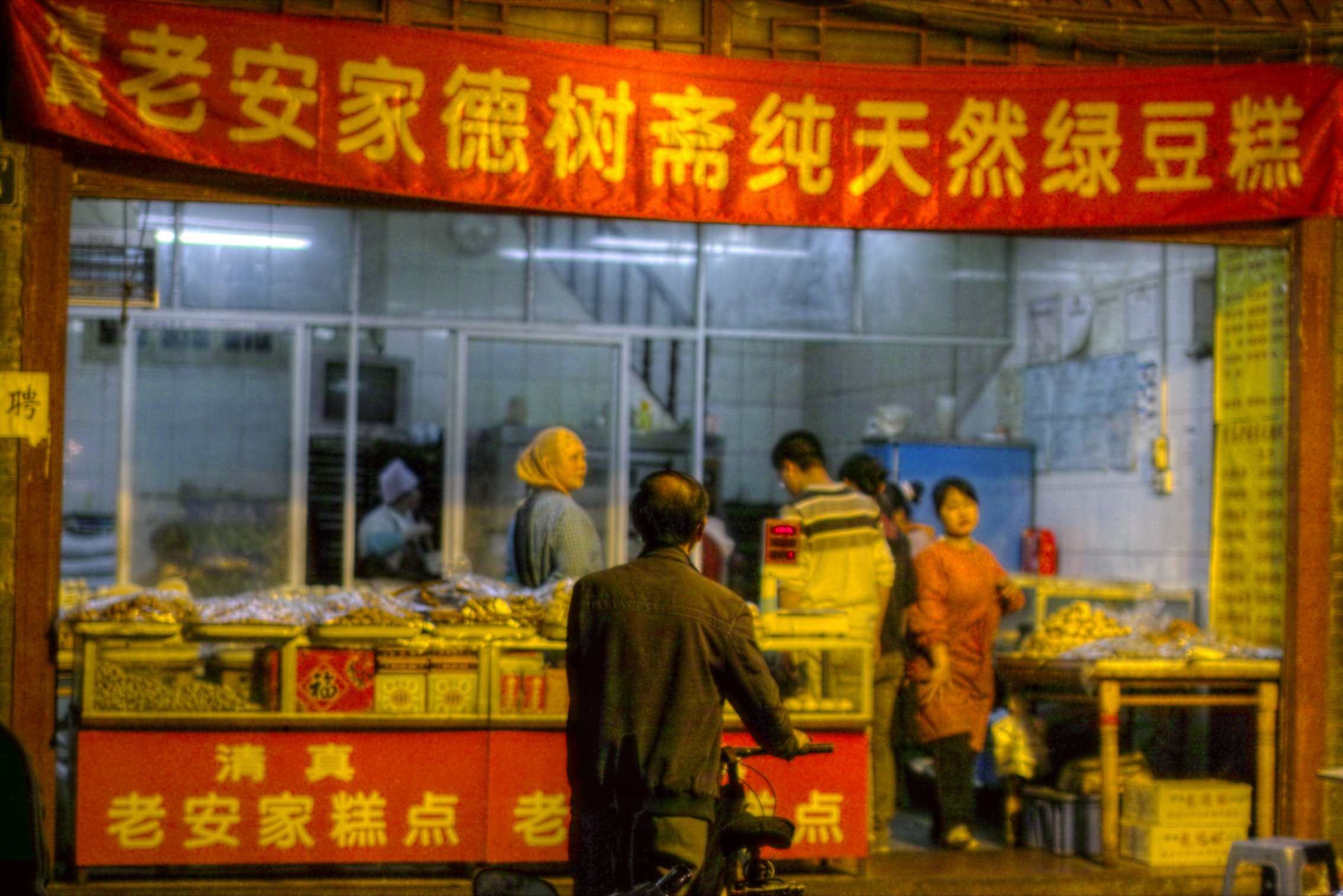
位于西安的綠豆糕專賣店
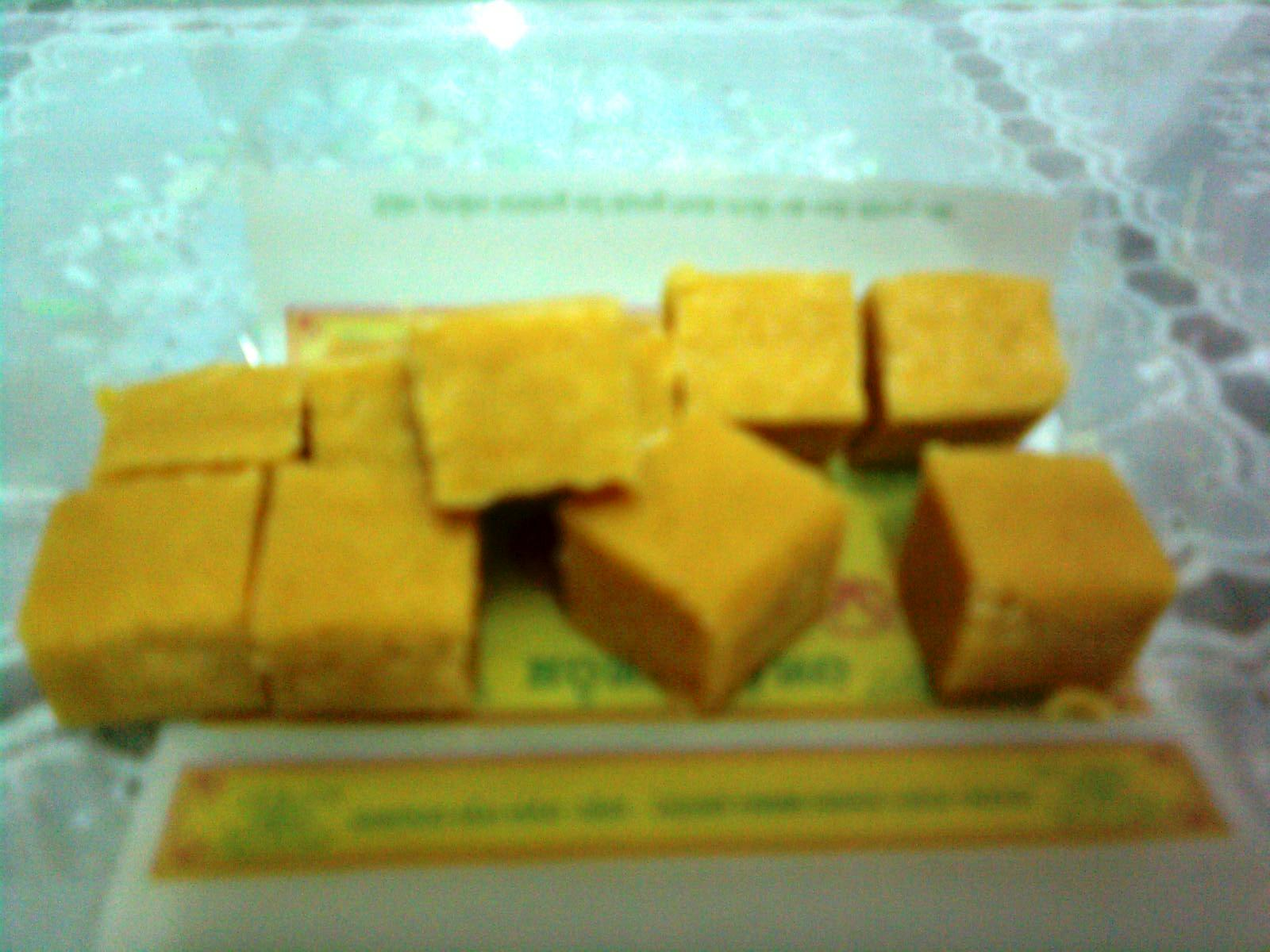
越南綠豆糕